# Centro de Convenciones Atlapa

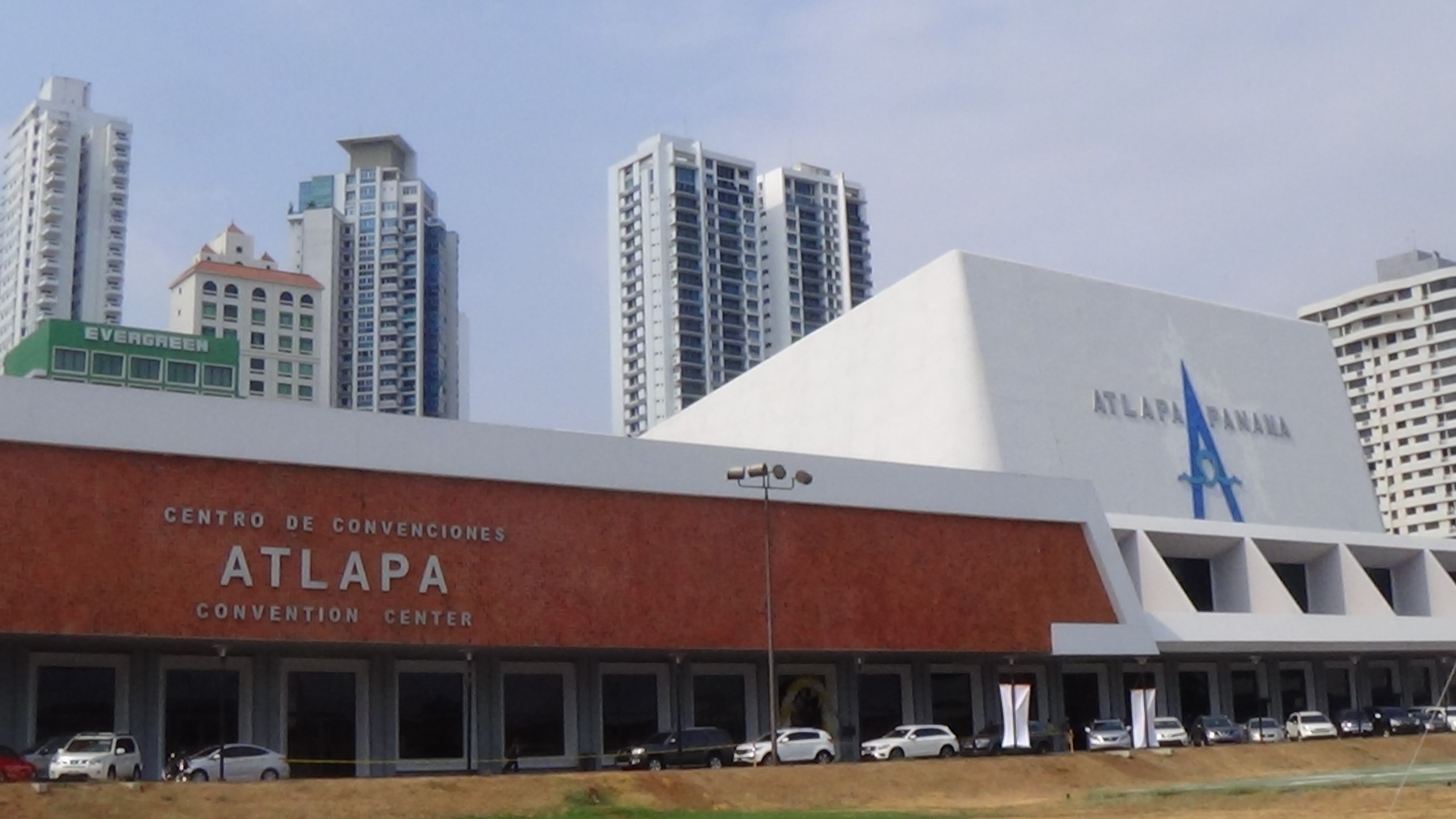
Centro de Convenciones Atlapa, Ciudad de Panamá, Panamá

El Centro de Convenciones Atlapa está ubicado en la Ciudad de Panamá, Panamá. El centro de convenciones fue inaugurado en junio de 1980. Administrado por la autoridad de turismo de Panamá, contiene 19 salas de reuniones, algunas de las cuales tienen capacidad para albergar hasta 600 personas.

## Eventos
Desde 1980, la feria nacional de artesanía de Panamá se lleva a cabo en Atlapa. El centro también ha sido sede de ferias comerciales, exposiciones de turismo y negocios, conciertos de artistas internacionales como Ricky Martin, Yanni y Laura Pausini, y concursos de belleza como Señorita Panamá. y Miss Universo 1986. Atlapa también ha funcionado como recinto deportivo, siendo sede del boxeo internacional y del Campeonato Centroamericano y del Caribe de Baloncesto Masculino 2006. Albergó conferencias de prensa del dictador militar de Panamá , Manuel Noriega. Después de las disputadas elecciones panameñas de 1989, se impidió que los candidatos de la oposición se dirigieran a la multitud en Atlapa y los manifestantes intentaron interrumpir la boda de la hija de Noriega en el lugar. En septiembre de 2004, Martín Torrijos fue investido como el 35° Presidente de Panamá en el Teatro Anayansi de Atlapa. En julio de 2019, Laurentino Cortizo fue investido como el 38° Presidente de Panamá en el teatro Anayansi de Atlapa. En marzo de 2018, Atlapa fue sede de la Conferencia Modelo Mundial de las Naciones Unidas de Harvard, en colaboración con la Universidad Santa María de Antigua, que recibió a más de 1600 estudiantes de todo el mundo.

## Intento de Venta y Reemplazo
En 2008, ante la preocupación de que el centro carecía de la capacidad y la infraestructura necesarias, el gobierno panameño decidió subastar el centro a fines de ese año para financiar la construcción de un centro de convenciones de reemplazo. En ese momento, el centro organizaba eventos los 360 días del año, pero aún registraba pérdidas anuales de US$ 1 millón. La subasta fue retrasada por el Ministerio de Vivienda. Luego de solicitar inicialmente US$ 150 millones, el gobierno redujo el precio a US$ 124,6 millones, incluyendo los terrenos aledaños. Cuando esto no logró atraer ofertas, el centro se ofreció a la venta en US$62,3 millones, según los términos de una ley panameña de 2006. Este precio resultó controvertido con los grupos empresariales, que creían que el centro debería seguir siendo propiedad del estado. En abril de 2015, el gobierno detuvo la venta. La falta de ofertas y la inversión de US$ 3,2 millones en la preparación de la Cumbre de las Américas fueron citadas como razones.

## Cumbre de las Américas
En abril de 2015, el centro fue sede de la VII Cumbre de las Américas durante la cual el presidente de los Estados Unidos, Barack Obama, y el presidente de Cuba, Raúl Castro, se reunieron y se dieron la mano, un movimiento que fue calificado de "histórico" por la prensa internacional.